# NGC 5078
NGC 5078 је спирална галаксија у сазвежђу Хидра која се налази на NGC листи објеката дубоког неба.
Деклинација објекта је - 27° 24' 35" а ректасцензија 13h 19m 49,8s. Привидна величина (магнитуда) објекта NGC 5078 износи 11,1 а фотографска магнитуда 12,0. NGC 5078 је још познат и под ознакама ESO 508-48, MCG -4-32-1, AM 1317-270, IRAS 13170-2708, PGC 46490.